# Ramla

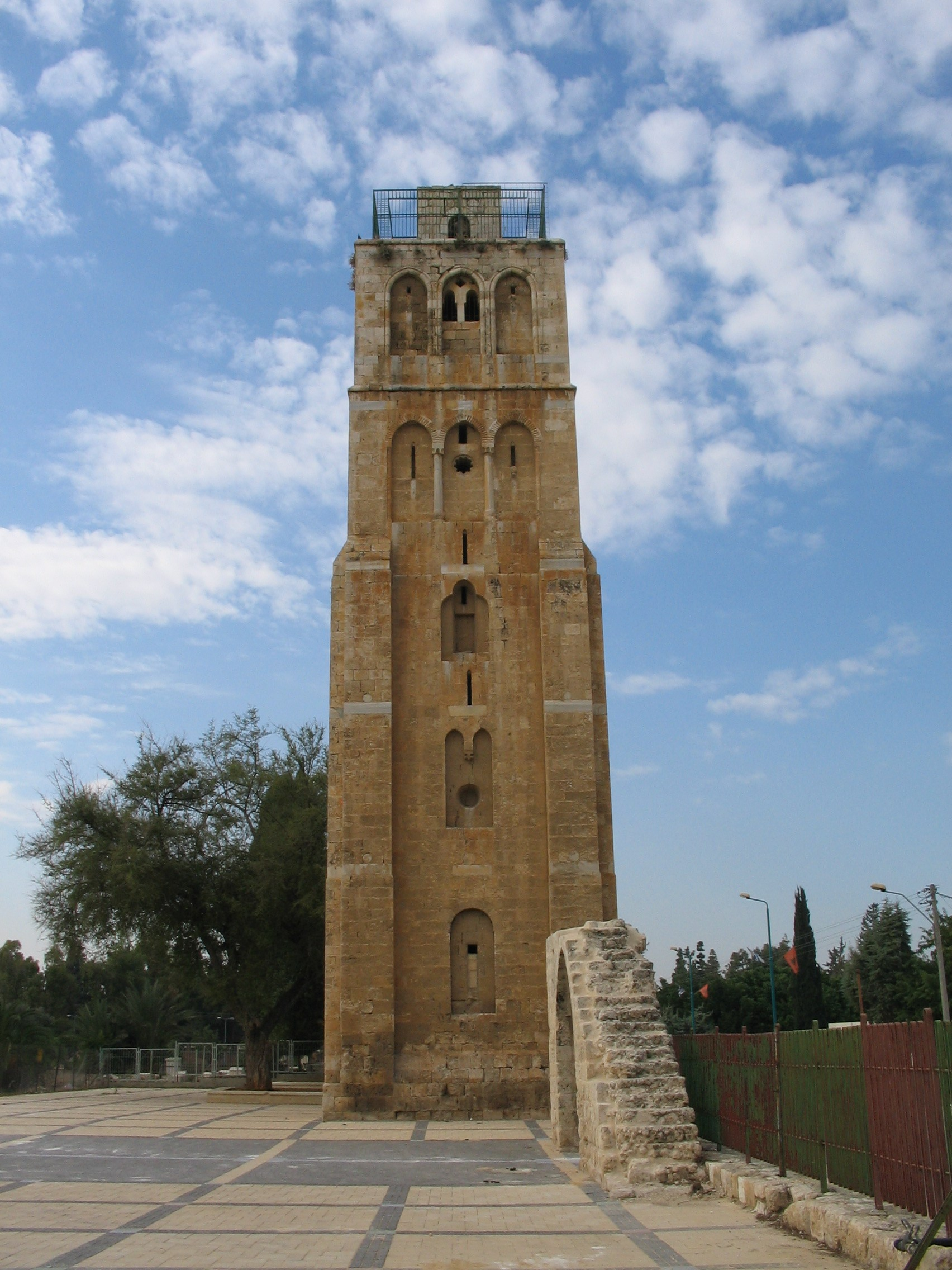
Turnul alb, vestigiu al Moscheii Albe din Ramla, sec. al XIII-lea

Ramla (ebraică רַמְלָה Ramlāh; arabă الرملة Ar-Ramle, în vremea cruciaților din evul mediu cunoscută și ca Rama) este un oraș în Israel, situat în șesul coastei (Mishor Hahof) de sud a Iudeei (Yehuda), capitala raionului Ramla și a districtului de centru al Israelului (Mahoz Hamerkaz). În localitate își au sediul servicii administrative, școlare, economice și industriale care deservesc districtul, de asemenea principalele penitenciare. 
În nordul orașului se află localitățile Lod, Nir Tzvi, Tzrifin, la sud - așezările Matzliah și Ishrash, la vest Nes Tziona, Beer Yaakov și Netzer Sereni, iar la est așezările Ahimasakh, Kfar Daniel și Gamzo. 
Orașul a fost fondat la începutul secolului al VIII-lea în vremea stăpânirii califatului de la Damasc, de către guvernatorul arab al provinciei Jund Falastin, Suleiman Ibn Abd al Malik din familia Omeiazilor, care a ajuns ulterior calif. Ramla a devenit capitala provinciei. 
Populația orașului număra în anul 2009 65.800 locuitori, din care trei sferturi evrei, inclusiv o comunitate de evrei karaiți, imigranți evrei din numeroase regiuni ale globului, inclusiv India, Etiopia și fosta Uniune Sovietică (aceștia din urmă reprezentând o treime din locuitori)  18 %  arabi musulmani, iar 4.5% arabi creștini. În 2021 populația orașului a fost de 77.368 locuitori 

## Etimologia numelui
Numele orașului este arab. Denumirea integrală în limba arabă Medinat ar Ramle  مدينة ألرملة  înseamnă Orașul nisipurilor, aceasta deoarece localitatea a fost clădită pe dune de nisip (Raml رمل = nisip, în arabă). Ramla este singurul oraș din Israel care a fost întemeiat în timpul dominației arabe.

## Așezarea geografică
Ramla este situată pe lanțul de dealuri care alcătuiește cumpăna de ape dintre bazinul hidrologic al râului Ayalon (Nahal Ayalon) și cel al râului Nahal Sorek.
Orașul s-a ridicat la nord-estul șesului coastei, la 15 km  de portul Jaffa și 38 km de Ierusalim. Izvoarele râului Yarkon se află la 12 km la nord de localitate, iar dealurile Shefelá se înalță la 3 km în răsărit.